# Campylopus oerstedianus
Campylopus oerstedianus är en bladmossart som beskrevs av Mitten 1869. Campylopus oerstedianus ingår i släktet nervmossor, och familjen Dicranaceae. Inga underarter finns listade i Catalogue of Life.